# فيليب سوندرز
فيليب سوندرز (28 أبريل 1929 بأديلايد في أستراليا - ) (بالإنجليزية: Philip Saunders)‏ هو لاعب كريكت بريطاني. لعب مع نادي مقاطعة ليسترشاير للكريكت ‏.

## وصلات خارجية
- فيليب سوندرز على موقع إي آس بي آن كريك إنفو (الإنجليزية)